# Sascha Lehmann
Sascha Lehmann (Berna, 3 de febrero de 1998) es un deportista suizo que compite en escalada.
Ganó cinco medallas en el Campeonato Europeo de Escalada entre los años 2019 y 2024. Además, consiguió una medalla de oro en los Juegos Mundiales de 2022.

## Palmarés internacional
| Campeonato Europeo | Campeonato Europeo      | Campeonato Europeo | Campeonato Europeo |
| Año                | Lugar                   | Medalla            | Prueba             |
| ------------------ | ----------------------- | ------------------ | ------------------ |
| 2019               | Edimburgo (Reino Unido) | Medalla de bronce  | Dificultad         |
| 2020               | Moscú (Rusia)           | Medalla de oro     | Dificultad         |
| 2020               | Moscú (Rusia)           | Medalla de plata   | Combinada          |
| 2024               | Villars (Suiza)         | Medalla de oro     | Dificultad         |
| 2024               | Villars (Suiza)         | Medalla de plata   | Combinada          |